# Markdorf
Markdorf è una città tedesca situata nel land del Baden-Württemberg.